# Monitor (czasopismo)
Monitor (łac. „upominający”) – jedno z pierwszych polskojęzycznych czasopism, drukowane w latach 1765–1785.

## Historia
Zostało założone przez Ignacego Krasickiego i Adama Kazimierza Czartoryskiego, z inicjatywy i przy wsparciu króla Stanisława Augusta Poniatowskiego. Pismo było wydawane w drukarni królewskiej. Ukazywało się dwa razy w tygodniu, zwykle miało 8 stron.
Redagowane na wzór angielskiego „The Spectator”, łącznie z zapożyczeniami niektórych artykułów z tego pisma. Pismo popierało i promowało tolerancję religijną, rozwój nauk przyrodniczych oraz krytykowało feudalizm szlachecki i magnacki, a wspierało mieszczaństwo i chłopstwo. W nowych, krótkich formach publicystycznych (eseje, reportaże, listy do redakcji, artykuły, felietony itp.), autorzy krytykowali sarmackie zacofanie, postulowali nowy wzór osobowy oświeconego szlachcica. Zasadniczym celem czasopisma była poprawa obyczajów i moralności społeczeństwa.
Zwalczano m.in.:
- pijaństwo i karciarstwo,
- próżniactwo,
- niechęć do dorobku cywilizacyjnego zagranicy,
- tzw. modnisiostwo, czyli plotkarstwo,
- manię pojedynkowania się,
- panegiryzm,
- fanatyzm religijny.

Czasopismo adresowane było do kręgu wykształconych czytelników, stało się w pierwszym okresie istnienia pisma nieoficjalnym organem prasowym partii królewskiej.
W Monitorze drukowano teksty najwybitniejszych pisarzy polskich XVIII w., jednak w niektórych latach, zwłaszcza późniejszych przeważały tłumaczenia i przeróbki autorów obcych albo własnych artykułów ze starszych roczników. Np. cały rocznik 1772 był pióra Ignacego Krasickiego, który tłumaczył i adaptował do warunków polskich artykuły z angielskiego „The Spectator”.
Współpracownikami i redaktorami pisma były głównie osoby z otoczenia Stanisława Augusta, m.in. Feliks Franciszek Łoyko, Tadeusz Lipski, Stanisław Konarski i Franciszek Bohomolec.